# Манасас (Вирџинија)
Манасас (енгл. Manassas) град је у америчкој савезној држави Вирџинија. По попису становништва из 2010. у њему је живело 37.821 становника.

## Демографија
Према попису становништва из 2010. у граду је живело 37.821 становника, што је 2.686 (7,6%) становника више него 2000. године.
|                   | 2010.           | 2000.           |
| Укупно            | 37 821 (100,0%) | 35 135 (100,0%) |
| Белци             | 17 994 (47,58%) | 23 304 (66,33%) |
| Хиспаноамериканци | 11 876 (31,40%) | 5 316 (15,13%)  |
| Афроамериканци    | 5 188 (13,72%)  | 4 535 (12,91%)  |
| Азијати           | 1 884 (4,981%)  | 1 206 (3,432%)  |
| Остали            | 879 (2,324%)    | 774 (2,203%)    |